# Poix-du-Nord
Poix-du-Nord és un municipi francès, situat a la regió dels Alts de França, al departament del Nord. L'any 2006 tenia 2.019 habitants. Limita amb Salesches, Englefontaine, Vendegies-au-bois, Neuville-en-Avesnois, Ghissignies i està a 13 km de Le Quesnoy en direcció a Le Cateau-Cambrésis

## Demografia
| 1962                                       | 1968  | 1975  | 1982  | 1990  | 1999  |
| ------------------------------------------ | ----- | ----- | ----- | ----- | ----- |
| 2.075                                      | 2.134 | 2.259 | 2.277 | 2.056 | 2.013 |
| Des de 1962: població sense dobles comptes |       |       |       |       |       |

## Administració
| Període   | Identitat        | Partit |
| --------- | ---------------- | ------ |
| 1989-2008 | Robert Lambourg  | PS     |
| 2008-     | Jean-Marie Cornu |        |